# Теплоухов, Александр Ефимович
Алекса́ндр Ефи́мович Теплоу́хов (30 августа [11 сентября] 1811, Карагай, Пермская губерния — 17 [29] апреля 1885, Ильинское, Пермская губерния) — российский лесовод, основоположник русского лесоводства.

## Биография
Родился 30 августа (11 сентября) 1811 года (крещён 31 августа) в семье крепостного графов Строгановых в селе Карагай Оханского уезда Пермской губернии (ныне — районный центр в Пермском крае).
В 1824 году окончил трёхклассную сельскую школу Строгановых в имении Ильинском, а в 1830 году с аттестатом высшего разряда — открытую в 1824 году в Марьино Новгородской губернии «Школу сельского хозяйства и горнозаводских наук с разными к сим двум предметам принадлежащими ремеслами». После этого работал в главной Санкт-Петербургской конторе Строгановых.
В 1833 году был направлен для продолжения учебы в Тарандскую лесную академию. В 1838 году, несмотря на поступившее предложение, он не смог остаться в ней преподавателем, поскольку был крепостным Строгановых, и был вынужден возвратиться в Санкт-Петербург.
С 1839 года Теплоухову, уже получившему от Строгановых вольную, было поручено управлять имением Марьино и одновременно преподавать лесные науки в «Школе земледелия, горных и лесных наук», которая стала так именоваться с 1839 года. Именно с этого времени в школе начали готовить и специалистов лесного хозяйства, первый выпуск которых состоялся в 1841 году.
Теплоухов провёл образцовое для того времени лесоустройство лесов Марьинского имения, за что получил от Санкт-Петербургского общества поощрения лесного хозяйства золотую медаль, а от графини Строгановой — 4000 рублей. В 1842 году он получил приглашение стать преподавателем Санкт-Петербургского лесного и межевого института, от которого был вынужден отказаться. Вновь выехал в Германию, где 4 сентября 1843 года обвенчался с дочерью профессора Тарандской лесной академии Карла Крутча Розамундой (1821—1857), — по лютеранскому обычаю в Тарандтской кирхе и православному обычаю в посольской армяно-григорианской церкви в Лейпциге. Несмотря на то, что ему прелагали остаться жить в Германии, он вернулся в Россию.
После смерти графини С. В. Строгановой в 1845 году хозяева решили закрыть школу и с большим трудом Теплоухову удалось отстоять лесное отделение — до июня 1847 года. После закрытия школы в 1847 году с последними воспитанниками школы Теплоухов уехал на Урал, где был назначен членом Главного управления имением Строгановых в селе Ильинском и Главным лесничим имений Строгановых в шести уральских округах. Только в Пермской губернии площадь майоратных имений Строгановых достигала 1,4 млн десятин, половина из которых была занята лесом (576 тыс. га покрытой лесом площади). Теплоухову пришлось приводить девственные леса в известность и вводить правильное лесное хозяйство. «Приведение в известность лесной площади, количества и качества находящихся в ней лесов и всех обстоятельств, имеющих влияние на возобновление оного и на сбыт лесных материалов, — есть основание всего вообще лесоводства…», — считал Александр Ефимович. Он организовал охрану лесов от пожаров, самовольных порубок и расчисток под сельскохозяйственные угодья, произвёл геодезическую съемку площади лесов и полное лесоустройство на основе творческой переработки немецкого опыта лесоводства в условиях России. В течение многих десятилетий леса Строгановых на Урале были образцовыми. Даже в 1906 году на страницах «Лесного журнала» отмечали: «Проезжая по безбрежному морю Уральских лесов, местами встречаешь леса холеные, чистые, с квартальными просеками, столбами, правильными лесосеками, питомниками, посадками, посевами. Если спросить, чьи это леса, скажут — Строгановых». Теплоухов внёс весомый вклад в разработку агротехники создания лесных культур, сохранившихся до наших дней. Он опубликовал и первое оригинальное руководство по лесоустройству помещичьих лесов для управителей, лесничих и землемеров, а затем — «Наставление по лесохозяйству: леса, рубки леса, расчистка лесов, безлесие» (1842), предложил способы очистки лесосек в зависимости от почвы, писал о водоохранной роли леса и необходимости разведения лесов в истоках рек. Его интересовала и смена пород, в частности, смена пихты елью и сосной, и другие вопросы. Всего он опубликовал более 50 работ, в том числе и «Взгляд на лесоводство в Пермских имениях графини Н. П. Строгановой» («Экономические записки». — № 24. — 1854), «Исторический взгляд на лесохозяйство в Пермском нераздельном имении графов Строгановых» (1881), «Устройство лесов в помещичьих имениях» и др.
С 1864 года он был управляющим Пермского имения Строгановых, а в 1875 году вышел на пенсию и посвятил себя археологическим исследованиям. Он собирал археологическую коллекцию, проводил раскопки (Гаревское, Ильинское — Новоильинская культура, Останинское костище, Рождественское, Лаврятское, Кудымкарское городища), впервые выделил костища (костища в Прикамье) как особый тип жертвенных мест на Урале, дал первые описания древней керамики, принимал участие во всероссийских археологических съездах.
Самым ценным является лесокультурное наследие Александр Ефимовича. В своих научных воззрениях Александр Ефимович намного опережал современников. Оценивая значение леса, он отмечал: «Лес есть такое богатство природы, которым преимущественно человек должен пользоваться благоразумно. Имея в виду не одну личную временную выгоду, но, сберегая его для потомства: истребить лес недолго, но вырастить новый трудно; много нужно времени и терпения для того, чтобы дождаться, пока дерево достигнет до степени годности его к употреблению, особенно же для построек».
Основным методом создания лесных культур на Урале он считал посев леса. Он также интересовался вопросами плодоношения и урожайности семян древесных растений, установив периодичность обильного семеноношения ели через 6-8 лет.
Приступив еще в 1840 году к опытным посевам, он уделил внимание качеству семян, предложил сушить шишки в банях, а не в печах, где они могут испортиться от высокой температуры. Проводил испытания всхожести семян древесных растений в различных условиях — в оранжерее в горшках с легкой черной почвой, в сарае на глинистой влажной унавоженной почве, на цветочных грядках, в тени деревьев и на открытом месте, в ящиках с легкой почвой в саду, в лесу на плодородной почве, в слабой тени лиственного насаждения. Во время занятий по ботанике осенью 1841 года воспитанниками школы было посажено в Марьино «со всевозможным старанием», — по словам Александр Ефимовича, большое количество 8- и 15-летних саженцев кедра, дуба, ели, вяза, клёна, ясеня, ильма, тополя, разных пород ив, а ранее, осенью 1840 года — 6031 шт. сосны.
Теплоухов доказал неправильность бытовавшего в то время мнения о необходимости использования для создания лесных культур на бедных почвах сеянцев и саженцев, выращенных также на бедных почвах, показал значительное преимущество приживаемости и роста саженцев из питомников на богатых почвах. Много экспериментов проводил Александр Ефимович с посевами сосны, ели, лиственницы, липы, ясеня, боярышника, акации и других пород, а также высаживая их сеянцы на различных почвах с удобрениями и без них.
Большое значение он придавал водоохранной роли лесов:

Чтобы речки и ручьи, питающие пруды водою, защитить от высыхания, необходимо оставлять и разводить лес в самом истоке ключей из земли, или в тех низменностях, где собирается дождевая вода, образующая источники. Польза лесов в сем случае очевидна. Они покрывают почву толстым слоем назема из листьев, игл, сучьев и прочих падающих с дерев частей, в котором удерживается снежная и дождевая вода на долгое время и постепенно стекает в ручьи, поддерживая, таким образом, равномерную глубину рек и прудов. Если же почва будет обнажена от лесов и назема, то снежная и дождевая вода быстро, за один раз, стекает по ней в ручьи и речки, затопляет берега их, накапливается в излишки в прудах и нередко проносит плотины, а в последовавшую затем засуху наступает вредное для заводов безводие…
…Около ключей и на пространствах, где скопляется и истекает вода источников, питающих речки и пруды, не должно ни рубить леса, ни убирать валежника, даже и в случае возможности с выгодою употребить их.
Кроме опытов, производившихся над лесами имения Марьино в Новгородской губернии, и описанных в «Лесном журнале» (1841—1842), Теплоухов напечатал: «Устройство лесов в помещичьих имениях» (СПб., 1847). Ему же принадлежит ряд статей по археологии в русских и немецких журналах.
А. Е. Теплоухов был членом Вольного экономического общества (1845), Петербургского общества поощрения лесного хозяйства (1839), Германского общества антропологии, этнологии и первобытной истории (1878), антропологического общества в Вене (1883), Финского исторического общества в Хельсинки (1885). Почётный член Уральского общества любителей естествознания.
Его сын, Фёдор Александрович Теплоухов (1845—1905), тоже известен как натуралист и лесовод, а внук Сергей Александрович (1888—1934) стал историком и археологом.
Племянница (дочь родной сестры Веры) Любовь Васильевна Некипелова вышла замуж за чиновника Льва Григорьевича Макушева, который являлся внуком известного протоиерея Льва Земляницына, а также племянником святого Стефана Омского и соответственно двоюродный братом русского писателя и художника Михаила Знаменского.